# 크림슨 피크
《크림슨 피크》(영어: Crimson Peak)는 2015년 11월 개봉한 미국의 판타지 스릴러 영화이다. 공포 영화의 대가 기예르모 델 토로의 연출작이며, 미아 바시코프스카, 제시카 채스테인, 톰 히들스턴, 찰리 허냄이 출연했다.

## 줄거리
1887년 뉴욕 버팔로에서 부유한 사업가 카터 커싱의 딸이자 미국의 상속녀인 이디스 커싱은 어머니의 유령을 목격하게 되는데, 유령은 "크림슨 피크를 조심하라"고 경고한다.
1901년, 이제는 신진 작가가 된 이디스는 영국의 남작 토마스 샤프와 그의 누이 루실을 만난다. 토마스는 가문의 점토 광산을 되살리기 위한 발명품인 채굴기에 투자자를 찾고 있었으나, 커싱 씨는 그의 제안을 거절한다. 토마스와 이디스는 로맨틱한 관계로 발전하게 되고, 이에 커싱 씨는 사설 탐정을 고용하여 샤프 남매에 관한 불미스러운 사실들을 밝혀낸다. 커싱 씨는 그들에게 뇌물을 주어 미국을 떠나게 하고, 토마스로 하여금 이디스와 그의 소설을 비난하며 "이디스의 마음을 짓밟게" 한다.
토마스는 자신의 행동을 설명하는 편지와 함께 이디스의 원고를 돌려주고, 둘은 화해한다. 커싱 씨가 잔인하게 살해되면서 이디스의 어린 시절 친구인 앨런 맥마이클 박사의 의심을 사게 된다. 토마스는 이디스와 결혼하며 - 루실에게서 받은 반지를 건네고 - 그들은 샤프 가의 낡은 저택인 앨러데일 홀에 도착한다. 이 저택은 지하의 붉은 점토 광산으로 서서히 가라앉고 있었다. 루실은 이디스에게 "파이어손 베리"로 만든 차를 대접하고, 토마스는 이디스를 설득하여 아버지의 재산을 자신의 기계에 투자하게 한다.
이디스는 밤중에 그들의 침실에서 토마스가 자리를 비우는 것을 알아차리기 시작한다. 그는 악몽에 시달리고 앨러데일 주변에서 끔찍한 붉은 유령들이 계속해서 나타난다. 한 유령이 그를 속여 옷장을 열게 하고, 그곳에서 밀랍 축음기 실린더를 발견한다. 유령은 그를 지하실로 쫓아가고, 거기서 그는 "이놀라"라는 이름이 새겨진 잠긴 트렁크를 발견한다. 얼마 후 토마스는 이디스에게 이 저택이 "크림슨 피크"라고 불리는 이유를 설명하는데, 이는 광산의 따뜻한 점토가 지면에서 스며 올라와 겨울 눈을 물들여 선명한 붉은색으로 만들기 때문이라고 한다. 이디스가 떠나겠다고 요구하자 토마스는 그를 데리고 신선한 공기를 마시러 지역 우체국으로 여행을 떠난다. 그곳에서 이디스는 E. 샤프 앞으로 온 편지를 받는다. 눈에 갇혀 하룻밤을 보내면서 그들은 마침내 사랑을 나누게 되고, 루실은 이 사실을 알고 분노한다.
이디스는 루실에게서 "이놀라"라는 각인이 새겨진 열쇠를 훔쳐 트렁크를 열어보고, 그 안에서 축음기와 비밀 문서들을 발견한다. 밀랍 실린더의 녹음을 축음기로 들으면서 문서를 읽던 이디스는 토마스가 이전에 세 명의 부유한 여성과 결혼했었다는 사실을 알게 된다 - 그중에는 편지의 수신인인 이놀라 시오티도 포함되어 있었다. 또한 루실이 토마스의 발명품에 자금을 대기 위한 남매의 "결혼과 살인" 계획의 일환으로 차에 독을 타서 이디스를 중독시켜 왔다는 것도 알게 된다. 이디스는 남편과 시누이를 대면하다가 그들이 근친상간 관계임을 목격하고, 루실은 그를 발코니에서 밀어버린다.
앨런은 커싱 씨가 샤프 남매에 관해 밝혀낸 것을 알게 된다: 토마스의 여러 번의 결혼과 루실이 정신병원에 수용되었던 사실이었다. 그는 이디스를 구하기 위해 앨러데일 홀로 향하고, 이디스가 떨어진 직후에 도착한다. 앨런이 이디스의 부상을 돌보며 그와 함께 떠나려 하지만, 루실이 그를 칼로 찌르고 토마스에게 일을 마무리하라고 요구한다. 그러나 토마스는 대신 앨런에게 의도적으로 치명적이지 않은 상처를 입히고 그를 지하실에 숨긴다.
루실은 이디스에게 샤프 가에 재산을 양도하는 증서에 서명하도록 강요하고, 토마스의 이전 부인들을 살해했으며 토마스와의 사이에서 아이를 낳았으나 곧 죽었다는 사실을 고백한다 - 이들이 이디스에게 나타났던 유령들이었다. 루실은 또한 이디스의 아버지를 살해했다고 실토하며, 자신과 토마스의 성적 관계를 발견했을 때 자신의 어머니도 살해했다고 고백한다. 이디스는 펜으로 루실을 찌르고 도망치지만 토마스와 마주치게 된다. 토마스는 진정으로 이디스를 사랑하게 되었다. 그는 증서를 불태우고 누이에게 자신과 이디스와 함께 새로운 삶을 시작하자고 간청하지만, 분노한 루실이 그를 칼로 찔러 죽인다. 루실은 어머니를 죽일 때 사용했던 도끼로 이디스를 쫓지만, 토마스의 유령이 그를 막아서서 이디스가 삽으로 루실을 죽일 수 있게 한다. 이디스는 사라지기 전의 토마스에게 조용히 작별을 고한다.
이디스와 앨런은 마을 사람들에게 구조되고, 루실은 앨러데일 홀의 유령이 되어 영원히 피아노를 연주하게 된다.
엔딩 크레딧은 이디스가 자신의 경험을 바탕으로 《크림슨 피크》라는 제목의 소설을 썼음을 암시한다.

## 출연

### 주연
- 톰 히들스턴
- 제시카 차스테인
- 미아 와시코브스카
- 찰리 허냄

### 조연
- 짐 비버
- 번 고먼
- 레슬리 호프
- 더그 존스
- 하비에르 보텟
- 로라 와델
- 조나단 하이드
- 브루스 그레이

## 기타
- 사운드디자인: 랜디 돔
- 의상: 케이트 호리
- 배역: 로빈 D. 쿡